# Campeonato Mundial de Meia Maratona de 2003
O 12º Campeonato Mundial de Meia Maratona foi realizado em 4 de outubro de 2003, em Vilamoura, Portugal. Um total de 171 atletas, 98 homens e 73 mulheres, de 49 países, participaram.

## Resultados

### Corrida Masculina

#### Individual
| Posição | Competidor           | Nacionalidade | Tempo        |
| ------- | -------------------- | ------------- | ------------ |
| 1       | Martin Lel           | Quênia        | 1:00:49 (PB) |
| 2       | Fabiano Joseph Naasi | Tanzânia      | 1:00:52 (PB) |
| 3       | Martin Hhaway Sulle  | Tanzânia      | 1:00:56 (PB) |
| 4       | John Cheruiyot Korir | Quênia        | 1:01:02      |
| 5       | John Yuda Msuri      | Tanzânia      | 1:01:13      |
| 6       | Yusuf Songoka        | Quênia        | 1:01:18      |
| 7       | Zersenay Tadese      | Eritreia      | 1:01:26 (PB) |
| 8       | Jackson Koech        | Quênia        | 1:01:28 (PB) |
| 9       | Tesfaye Tola         | Etiópia       | 1:01:35      |
| 10      | Ridouane Harroufi    | Marrocos      | 1:02:46      |
| 11      | Dereje Adere         | Etiópia       | 1:02:47      |
| 12      | Abderrahim Goumri    | Marrocos      | 1:02:59      |
| 13      | Paulo Gomes          | Portugal      | 1:03:00 (PB) |
| 14      | Kazuyuki Maeda       | Japão         | 1:03:07      |
| 15      | Wilson Busienei      | Uganda        | 1:03:08      |

#### Equipas
| Posição | País     | Competidores                                                              |
| ------- | -------- | ------------------------------------------------------------------------- |
| 1       | Tanzânia | Fabiano Joseph Naasi (2º) Martin Hhaway Sulle (3º) John Yuda Msuri (5º)   |
| 2       | Quênia   | Martin Lel (1º) John Cheruiyot Korir (4º) Yusuf Songoka (6º)              |
| 3       | Etiópia  | Tesfaye Tola (9º) Dereje Adere (11º) Mesfin Hailu (16º)                   |
| 4       | Marrocos | Ridouane Harroufi (10º) Abderrahim Goumri (12º) Rachid Aït Bensalem (18º) |
| 5       | Eritreia | Zersenay Tadese (7º) Tecle Menghisteab (23º) Tesfayohannes Mesfin (29º)   |

### Corrida Feminina

#### Individual
| Posição | Competidora         | Nacionalidade  | Tempo        |
| ------- | ------------------- | -------------- | ------------ |
| 1       | Paula Radcliffe     | Reino Unido    | 1:07:35      |
| 2       | Berhane Adere       | Etiópia        | 1:09:02      |
| 3       | Benita Johnson      | Austrália      | 1:09:26      |
| 4       | Lidiya Grigoryeva   | Rússia         | 1:09:32 (PB) |
| 5       | Constantina Tomescu | Roménia        | 1:10:05      |
| 6       | Alla Zhilyaeva      | Rússia         | 1:10:13      |
| 7       | Lyudmila Biktasheva | Rússia         | 1:10:31 (PB) |
| 8       | Susan Chepkemei     | Quênia         | 1:10:35      |
| 9       | Mikie Takanaka      | Japão          | 1:10:36      |
| 10      | Alina Ivanova       | Rússia         | 1:10:59 (PB) |
| 11      | Helena Javornik     | Eslovênia      | 1:11:17      |
| 12      | Sylvia Mosqueda     | Estados Unidos | 1:11:22      |
| 13      | Takako Kotorida     | Japão          | 1:11:37      |
| 14      | Yesenia Centeno     | Espanha        | 1:11:53      |
| 15      | Luminiţa Talpos     | Roménia        | 1:12:02      |

#### Equipas
| Posição | País                            | Competidoras                                                        |
| ------- | ------------------------------- | ------------------------------------------------------------------- |
| 1       | Rússia                          | Lidiya Grigoryeva (4ª) Alla Zhilyaeva (6ª) Lyudmila Biktasheva (7ª) |
| 2       | Japão                           | Mikie Takanaka (9ª) Takako Kotorida (13ª) Risa Hagiwara (16ª)       |
| 3       | Roménia                         | Constantina Tomescu (5ª) Luminiţa Talpos (15ª) Nuta Olaru (23ª)     |
| 4       | Etiópia                         | Berhane Adere (2ª) Teyba Erkesso (21ª) Deriba Alemu (36ª)           |
| 5       | Grã-Bretanha e Irlanda do Norte | Paula Radcliffe (1ª) Kathy Butler (34ª) Hayley Yelling (37ª)        |